# آی‌ان‌اس سارایو (پی۵۴)
آی‌ان‌اس سارایو (پی۵۴) (به انگلیسی: INS Sarayu (P54)) یک کشتی بود که طول آن 101 metres بود. این کشتی در سال ۱۹۸۹ ساخته شد.